# NGC 6286
NGC 6286 is een spiraalvormig sterrenstelsel in het sterrenbeeld Draak. Het hemelobject werd op 13 augustus 1885 ontdekt door de Amerikaanse astronoom Lewis A. Swift.

## Synoniemen
- UGC 10647
- IRAS 16577+5900
- MCG 10-24-84
- PRC C-51
- ZWG 299.40
- Arp 293
- PGC 59352